# Parván
Provincie Parván (persky ولایت پروان‎, paštunsky د پروان ولایت‎) je provincie v severním Afghánistánu. Hlavním městem je Čáríkár. Nejsilnější etnickou skupinou jsou zde Tádžikové následováni Paštúny a menšími skupinami Hazárů.